# Gun Howitzer Noricum
Die Kanonenhaubitze GHN-45 (Gun Howitzer Noricum, genannt „Bull“ nach dem Konstrukteur) ist eine Feldhaubitze im Kaliber 155 mm. Sie ist die Weiterentwicklung des Prototyps GC-45 zu einem leistungsfähigen Seriengeschütz.

## Entwicklung
Im Jahr 1975 gründete der kanadische Ingenieur Gerald Bull in Québec die Space Research Corporation (SRC). Mit dieser Firma entwickelte er die Feldhaubitze GC-45. Mit diesem 155-mm-Geschütz wurden bis dahin unerreichte Schussdistanzen von annähernd 40 km erreicht. Die dazugehörigen Extended-Range-Full-Bore-Geschosse (ERFB) wurden von Poudreries réunies de Belgique (PRB) in Belgien produziert. Ende der 1970er Jahre kam Gerald Bull wegen seiner Kontakte zum Apartheidregime in Südafrika zunehmend in Bedrängnis. SRC hatte für Südafrika die auf der GC-45 basierende Haubitze G5 entwickelt und unter Umgehung des UN-Waffenembargos an Südafrika geliefert. Aufgrund dessen und weil SRC in Kanada über keine Einrichtung für eine Serienproduktion von Geschützen verfügte, verlegte SRC die Produktion der GC-45 zu VÖEST (später Noricum) in Österreich. Dort erfuhren die Geschütze für die Serienproduktion zuerst weitere Anpassungen. So wurde die Anzahl der Bauteile um rund 30 % reduziert sowie die Mobilität und Stabilität verbessert. Ebenso wurde das Geschütz mit einem Hilfsmotor und einer wirkungsvolleren Mündungsbremse ausgerüstet. Zeitgleich wurde auch die Produktion der dazugehörigen Extended-Range-Full-Bore-Geschosse von PRB in Belgien in die Hirtenberger Patronenfabrik in Österreich verlegt. Das abgeänderte GC-45-Geschütz wurde ab 1979 unter der neuen Bezeichnung GHN-45 für den Export produziert. Im Jahr 1981 erwarb VÖEST von SRC sämtliche Marketing- und Produktionslizenzen für die GHN-45. Auch das österreichische Bundesheer übernahm fünf Geschütze und erprobte diese in der Artillerieschule Baden. Eine geplante Ausstattung österreichischer Artilleriebataillone kam infolge des Staatsvertrages, der Artilleriewaffen mit einer Reichweite von über 30 km verbietet, nicht zustande.
In die Schlagzeilen gelangte das Geschütz, nachdem es während des Ersten Golfkriegs an die beiden Kriegsparteien Iran und Irak geliefert worden war. Aufgrund des bestehenden Waffenembargos führte dies in Österreich zum Noricum-Skandal, der juristisch und parlamentarisch aufgearbeitet wurde.
Nach dem Noricum-Skandal erlosch 1991 die Produktion bei VÖEST. Die Produktionslizenz wurde 1994 von T&T Technology Trading Ltd aus der Schweiz übernommen, deren Anteilseigner VÖEST war. Danach wurde die GHN-45 bis 2006 weiter für den Export gebaut. Die Fertigung erfolgte bei verschiedenen europäischen Produzenten. 2006 lag der Preis für ein GC-45-Geschütz zwischen 512.000 und 566.200 US-Dollar.
Im Jahr 2015 stellte das indische Bharat-Forge-Konsortium das Geschütz Bharat-52 vor, das von der GHN-45 abstammt. Bharat-52 verwendet ein Geschützrohr mit 52 Kaliberlängen (L/52) und entstand in Zusammenarbeit mit der Schweizer Firma RUAG.

## Varianten
- GC-45: Ursprungsentwurf von SRC aus Kanada
- GHN-45: 1. Serienversion von VÖEST
- GHN-45A: 2. Serienversion mit verschiedenen Verbesserungen
- GHN-45A1: 2. Serienversion mit Hilfsmotor

## Technik
Die GHN-45 ist eine konventionelle Feldhaubitze mit Kraftzugsystem. Sie zeigt das übliche Muster einer vierrädrigen Spreizlafette mit einem Hilfsmotor zum kurzzeitigen Eigenantrieb. Die GHN-45 wiegt in der Ausführung mit Hilfsmotor 12.400 kg. Die Ausführung ohne Hilfsmotor wiegt 10.100 kg. Die Länge der GHN-45 variiert zwischen 9,73 m in gezogener und 13,97 m in feuerbereiter Stellung. Das Geschütz ist sehr flach gebaut und die Höhe (durch das Geschützrohr bedingt) beträgt 2,05 m in der gezogenen Stellung. Die Breite auf der Fahrbahn beträgt 2,75 m. Die Bodenfreiheit beträgt 315 mm. Zum Straßentransport können leichte oder mittelschwere Lastkraftwagen mit der Radformel 6×6 verwendet werden. Die maximal zulässige Zuggeschwindigkeit beträgt 90 km/h auf der Straße und 15 km/h im Gelände. Vorne an der Lafette ist ein Benzin-Hilfsmotor von Porsche angebracht. Der luftgekühlte 4-Zylinder-Motor hat eine Leistung von 88 kW. Für den Motor ist ein Treibstofftank mit einem Fassungsvermögen von 30 Liter vorhanden. Neben dem Motor befindet sich ein Sitz mit Lenkrad und weiteren Bedienelementen. Der Hilfsmotor dient zum Heben der Haupträder nach dem Absenken der Bodenplatte, zum Lenken der Stützräder und zu ihrem Heben beim Kraftzugbetrieb sowie zum Spreizen und Schließen der Holme. Auch kann das Geschütz mit dem Hilfsmotor, mit 13–15 km/h in die Feuerstellung gefahren werden. Ebenso kann der Hilfsmotor bei einem Stellungswechsel verwendet werden. Der Fahrbereich mit dem Hilfsmotor beträgt 130 km.

### Geschütz
Das Geschützrohr besteht aus hochfestem Stahl und ist durchgehend autofrettiert. Die Rohrlebensdauer beträgt gemäß Hersteller rund 1500 Schuss. Während des Ersten Golfkriegs mussten die Irakischen Streitkräfte die Geschützrohre aber bereits nach 600–700 Schuss auswechseln. Das Geschützrohr ist auf einer zweiachsigen Lafette mit zwei Spreizholmen untergebracht. Die Lafette ist aus hochlegiertem Stahl hergestellt. Beim Transport sind die Holme nach hinten geklappt und ruhen zum Transport auf zwei Hilfsrädern. In Fahrstellung ist das Geschützrohr um 180° über die Holme in Fahrtrichtung geschwenkt. Bei der Rohrwiege sind am Geschützrohr zwei Rohrbremsen und Rohrvorholer montiert. Der Seitenrichtbereich beträgt rechts 40° und 30° links. Der Höhenrichtbereich liegt bei −5 bis +72°. Neben der Rohrwiege sind die Visiereinrichtung sowie weitere Bedienelemente für den Kanonier montiert. Mit einem Zielfernrohr können Ziele auf eine Entfernung von 3 km im Direktschuss bekämpft werden. Am Rohrende sind der halbautomatische Schraubenverschluss sowie die Ladungskammer angebracht. Diese hat ein Volumen von 23 Liter. Optional kann das Geschütz hinter dem Verschlussblock mit einem halbautomatischen Ladesystem ausgerüstet werden. Das Ladesystem führt die Geschosse zu und setzt sie im Rohr an. Danach werden die Treibladungsbeutel geladen und zugeführt. Die Ladehilfe wird durch den Hilfsmotor angetrieben und von einem Hydraulikspeicher, der beim Rohrrücklauf der Waffe aufgeladen wird unterstützt.
Um das Geschütz feuer- oder fahrbereit zu machen, benötigt die sechsköpfige Bedienmannschaft ein bis zwei Minuten. Beim Schießen sind die Haupträder angehoben und die GHN-45 stützt sich vorn auf eine von der Unterlafette abgesenkte Schießplattform. Am Ende der Holme sind zwei selbsteingrabende Erdsporne angebracht, welche die Rückstoßkraft in das Erdreich ableiten. Zusätzlich wird der Rückstoß durch eine Mehrkammer-Mündungsbremse gemindert.
Der Ladevorgang erfolgt manuell oder mit dem Ladesystem. Für eine Dauer von zwei Minuten ist eine Schussfolge von sieben Schuss pro Minute möglich. Danach muss die Schussfolge, infolge der thermischen Beanspruchung des Geschützrohres, auf zwei Schuss pro Minute reduziert werden. Mit dem optionalen halbautomatischen Ladesystem ist ein Drei-Schuss-Feuerschlag innerhalb von 16 Sekunden möglich.

### Munition
GC-45 verwendet getrennt geladene Munition mit variablen Treibladungsbeuteln (Zonenladungen). Das heißt, das Geschoss und die Treibladung werden nacheinander geladen. Von der Hirtenberger Patronenfabrik werden die Zonenladungen vom Typ N10, N37 und N89 angeboten. Daneben können auch die NATO-Standard-Treibladungen verwendet werden. Zusammen mit der GHN-45 kommen die von Hirtenberger produzierten Extended-Range-Full-Bore-Geschosse (ERFB) zum Einsatz. Mit diesen Geschossen liegt die Streuung (unter optimalen Bedingungen) bei 0,35 % in der Schussdistanz sowie bei 0,7 Strich im Azimut. Daneben kann die GHN-45 nahezu die gesamte 155-mm-NATO-Munition verschießen. Folgende Schussdistanzen werden mit der Hirtenberger-Munition erreicht:
| Geschosstyp   | Geschosstyp                                      | Masse   | Füllung    | Schussdistanz |
| ------------- | ------------------------------------------------ | ------- | ---------- | ------------- |
| SN-107 (M107) | Sprenggranate                                    | 43,1 kg | 6,6 kg TNT | 24,7 km       |
| SEN           | Extended-Range-Full-Bore-Geschoss                | 45,4 kg | 8,6 kg TNT | 30,3 km       |
| SEN-BB        | Extended-Range-Full-Bore-Geschoss mit Base Bleed | 47,6 kg | 8,6 kg TNT | 39,6 km       |

## Kriegseinsätze
Das GHN-45-Geschütz kam im Ersten Golfkrieg und Zweiten Golfkrieg zum Einsatz. Daneben wurde das Geschütz vom Irak gegen die Terrorgruppe „Islamischer Staat“ (IS) eingesetzt.

## Verbreitung
- Libyen – 30–60[2][16]
- Irak – 200[1][16]
- Iran – 120–132[2][17]
- Jordanien – 200[18]
- Österreich – 6 (nur zur Erprobung)
- Saudi-Arabien – 5 (von ursprünglich geplanten 50)[16]
- Thailand – 90 (zusammen mit 12 GC-45)[19]